# Joxean Artze
Joxean Artze, né à Usurbil le 6 avril 1939 et mort dans la même ville le 12 janvier 2018, est un poète, écrivain et musicien txalapartari basque, qui faisait partie du mouvement culturel basque Ez Dok Amairu. Figure centrale de la littérature basque, il est connu, parmi de nombreuses autres œuvres, pour être l'auteur du poème Txoria txori.